# Хильберсдорф (Тюрингия)
Хильберсдорф (нем. Hilbersdorf) — община в Германии, в земле Тюрингия.
Входит в состав района Грайц. Подчиняется управлению Лендерек. Население составляет 220 человек (на 31 декабря 2010 года). Занимает площадь 4,01 км².
Коммуна подразделяется на 2 сельских округа.

## Население
| Год  | Численность | Численность |
| ---- | ----------- | ----------- |
| 2017 | 209         | [ 1 ]       |
| 2019 | 205         | [ 4 ]       |
| 2021 | 199         | [ 5 ]       |
| 2022 | 199         | [ 6 ]       |
| 2023 | 199         | [ 2 ]       |